# Rozstrzygalność
Rozstrzygalność (decydowalność) problemu matematycznego to następująca jego właściwość: istnieje algorytm, który oblicza odpowiedź na dowolne pytanie stawiane przez problem.
Problem może być nierozstrzygalny, jeśli jego rozstrzygalność prowadziłaby do powstania sprzeczności.